# Ludacris
Ludacris, właśc. Christopher Brian „Chris” Bridges (ur. 11 września 1977 w Champaign) – amerykański raper i aktor, znany ze współpracy z takimi artystami jak Mariah Carey, Usher, Missy Elliott, Nate Dogg, Chris Brown, Jamie Foxx czy Lil Jon. Jeden z czołowych przedstawicieli southern hip-hop. Laureat Nagrody Gildii Aktorów Ekranowych, MTV Video Music Awards i trzech Grammy. Występował również w filmach: Miasto gniewu (2004), Gamer (2009) i Sylwester w Nowym Jorku (2011), a popularność przyniosła mu rola Teja Parkera w serii Szybcy i wściekli.

## Życiorys

### Wczesne lata
Urodził się w Champaign w stanie Illinois jako jedyne dziecko Roberty Shields i Wayne’a Briana Bridgesa. Jest dalekim kuzynem zmarłego komika Richarda Pryora. Uczęszczał do Emerson Middle School w Oak Park i przez rok uczył się w Oak Park & River Forest High School. Po przeprowadzce do Centreville w Wirginii, przez rok uczęszczał do Centreville High School. Kiedy miał dziewięć lat, przeprowadził się z rodziną do Atlanty w stanie Georgia. W 1995 ukończył Banneker High School. W latach 1998–1999 studiował na wydziale zarządzania muzyką na Georgia State University i pracował jako DJ Chris Lova Lova w jednej z tamtejszych rozgłośni radiowych. Tam poznał Timbalanda, który zaprosił go do nagrania piosenki „Fat Rabbit”, pochodzącej z albumu Tim’s Bio: Life from da Bassment (1998).

### Kariera
W 1998 założył wytwórnię płytową Disturbing Tha Peace (DTP). W 1999 wydał solowy album Incognegro. Dwa utwory z płyty – „What’s Your Fantasy?” i „Southern Hospitality”, znalazły się na szczycie list przebojów. W 2001, wydany w nakładem Def Jam drugi krążek Word of Mouf okazał się jeszcze większym sukcesem. Dzięki wsparciu stacji telewizyjnych MTV i BET, a także rosnącej liczby rozgłośni radiowych, Ludacris zyskał coraz większą sławę wśród fanów rapu z „Southern Hospitality” (2000), „Phat Rabbit” (2000), „Area Codes” (2001) z Nate Doggiem i „Rollout (My Business)” (2001). Ludacris kontynuował swój sukces w branży rapowej, osiągając trzecią pozycję na liście albumów roku magazynu „Billboard” w grudniu 2001.
W 2001 założył The Ludacris Foundation, organizację non-profit, z której korzystają dzieci upośledzone w okolicy Atlanty, a dyrektorem fundacji została jego matka.
W 2002, po wydaniu mniej popularnej płyty Golden Grain, współpracował z Missy Elliott, Jermaine Duprim. W 2003 zagrał w filmie sensacyjnym Johna Singletona Za szybcy, za wściekli (2 Fast 2 Furious) u boku Paula Walkera, Tyrese Gibsona, Evy Mendes i Cole’a Hausera, a także ukazał się jego trzeci album Chicken-n-Beer. W pierwszym tygodniu płyta sprzedała się w 429 tys. egzemplarzy, co umieściło album na pierwszym miejscu listy Billboardu. Przebojami okazały się utwory: „Stand Up” i „Splash Waterfalls”. Pojawił się też gościnnie z Coolio i Nikitą Denise w produkcji pornograficznej Metro Sex and the Studio 2 (2003).
W 2004 wydał kolejny album The Red Light District. Stał się bohaterem beefu z innym raperem z Atlanty – T.I. Wraz z Lil Jonem wziął udział gościnnie w nagraniu piosenki Ushera „Yeah!” (2004), która okazała się multiplatynowym ulubionym hitem klubowym. Występ w dramacie kryminalnym Paula Haggisa Miasto gniewu (2004) z Sandrą Bullock przyniósł mu Nagrodę Gildii Aktorów Ekranowych jako część obsady. Wystąpił też jako Skinny Black w dramacie kryminalnym Pod prąd (2005).
W 2006 Ludacris wydał swój siódmy album, Release Therapy, za który otrzymał nagrodę Grammy. W 2007 gościnnie wystąpił w nagraniu hitu Fergie „Glamorous”. W 2010 wydał album Battle of the Sexes, który był promowany przez kilka singli, „How Low” z gościnnym udziałem Shawnny, „My Chick Bad”, „Sex Room” i „Everybody Drunk”. W sierpniu 2008 gościł w programie ekologicznym Planet Green Battleground Earth z muzykiem rockowym Tommym Lee.
W latach 2011–2015 trwały prace nad albumem pt. Ludaversal. Premiera tytułu odbyła się 11 września 2012, lecz płyta ukazała się dopiero 31 marca 2015.

## Życie prywatne
Ze związku z Christine White ma córkę Karmę (ur. 10 sierpnia 2001). Ze związku z Tamiką Bridges ma córkę Cai Bellę (ur. 9 grudnia 2013). W 2014 ożenił się z Eudoxie Mbouguiengue. Mają córkę Cadence (ur. 4 czerwca 2015).
Jest zwolennikiem byłego prezydenta Stanów Zjednoczonych Baracka Obamy.

## Religia
Ludacris niewiele mówi o swojej wierze w mediach, ale jego filantropijna fundacja twierdzi, że jego programy są zakorzenione między innymi w „duchowości”.
W wielu swoich tekstach piosenek wspomina o Jezusie, Bogu i chrześcijaństwie. Utwór „Do Your Time” (2006) z album Release Therapy w szczególności ukazuje, jak ważne jest dla niego chrześcijaństwo: „I zdecydowanie umarłbym za Jezusa, ponieważ umarł za mnie” (And I’d definitely die for Jesus cause he died for me).

## Dyskografia

### Albumy solowe
- 1999: Incognegro
- 2000: Back for the First Time
- 2001: Word of Mouf
- 2003: Chicken-n-Beer
- 2004: The Red Light District
- 2006: Release Therapy
- 2008: Theater of the Mind
- 2010: Battle of the Sexes
- 2015: Ludaversal

### Inne
- 2002: Golden Grain (wyd. Disturbing Tha Peace)
- 2005: Ludacris Presents: Disturbing Tha Peace (wyd. Disturbing Tha Peace; #11 US).

## Filmografia

### Filmy
- 2001: The Wash: Hiphopowa myjnia (The Wash) jako klient
- 2003: Za szybcy, za wściekli (2 Fast 2 Furious) jako Tej Parker
- 2004: Miasto gniewu (Crash) jako Anthony
- 2003: Eve jako Rufus
- 2005: Lil’ Pimp jako Weathers (głos)
- 2005: Pod prąd jako Skinny Black
- 2007: Fred Claus, brat świętego Mikołaja jako DJ Donnie
- 2008: RocknRolla jako Mickey
- 2008: Max Payne jako Jim Bravura
- 2009: RocknRolla jako Mickey
- 2009: Gamer jako Humanz Brother
- 2011: Szybcy i wściekli 5 (Fast Five) jako Tej Parker
- 2011: Sex story jako Wallace
- 2011: Sylwester w Nowym Jorku (New Year’s Eve) jako Brendan Nolan
- 2013: Szybcy i wściekli 6 (The Fast and The Furious 6) jako Tej Parker
- 2015: Szybcy i wściekli 7 (The Fast The Furious 7) jako Tej Parker
- 2017: Szybcy i wściekli 8 (The Fate of the Furious) jako Tej Parker

### Seriale TV
- 2006: Prawo i porządek: sekcja specjalna jako Darius Parker
- 2007: Simpsonowie w roli samego siebie (głos)
- 2007: Prawo i porządek: sekcja specjalna jako Darius Parker
- 2014–2016: Billboard Music Award jako prezenter
- 2015: Imperium jako oficer McKnight
- 2017–: Nieustraszeni (reality show)

### Gry komputerowe
- 2004: Def Jam: Fight for NY w roli samego siebie (głos)
- 2014: Forza Horizon 2 jako Tej Parker (głos)